# Корнаро
Корнаро (итал. Cornaro) или Корнер — знатный патрицианский род Венеции, давший республике множество чиновников и четырёх дожей. Он ведёт своё происхождение от римских Корнелиев, но происходит от семей Коронари из Римини и Гирландари из Флоренции. Эти две фамилии указывают на род занятий и источник доходов семьи: производство корон и гирлянд (праздничных) любых видов, в том числе и драгоценных камней. Семья основала комтурство Мальтийского ордена. Корнаро богатели за счёт торговли с Востоком.
Корнаро имели восемь дворцов на Гранд-канале в разные эпохи и были заказчиками многих известных памятников и произведений искусства, в частности алтарной группы Экстаз святой Терезы (выполненной Бернини) в капелле Корнаро в церкви Санта-Мария-делла-Витториа в Риме (1652 год). В Греции, остров Карпатос был феодом семьи с начала XIV века до завоевания османами.
Первым прямым предком семьи, о котором сохранилось упоминание, является Андреа Корнаро, родившийся в 1215 году. Род Корнаро имеет две основные ветви: делла Регина (делящаяся на три отдельные ветви: Сан-Маурицио, Сан-Поло, Сан-Кассьяно) и Пископия. Ещё одна ветвь рода называется Корнаро делла Каса Гранде.

## Известные представители
- Марко Корнаро (1286—1368), 59-й венецианский дож (1365—1367), воевал с Египтом и закончил завоевание Крита;
- Андреа Корнаро, герцог Кандии в 1341 году;
- Луиджи Корнаро, написал трактаты о диете;
- Джорджо Корнаро, брат Катерины Корнаро;[3]
- Катерина Корнаро (1454—1510), внучка Марко, королева Кипра (1474—1489);
- Франческо Корнаро, кардинал с 1527 года;
- Марко Корнаро, кардинал с 1500 года;
- Федерико Корнаро, кардинал, патриарх Венеции;
- Алуиз Корнер, кардинал;
- Джованни I Корнер (1551—1629), 96-й венецианский дож с 1624 года;
- Франческо Корнер (1585—1656), 101-й венецианский дож в 1656 году;
- Джованни II Корнер (1647—1722), 111-й венецианский дож с 1709 года;
- Джованни Корнер, кардинал с 1778 года;

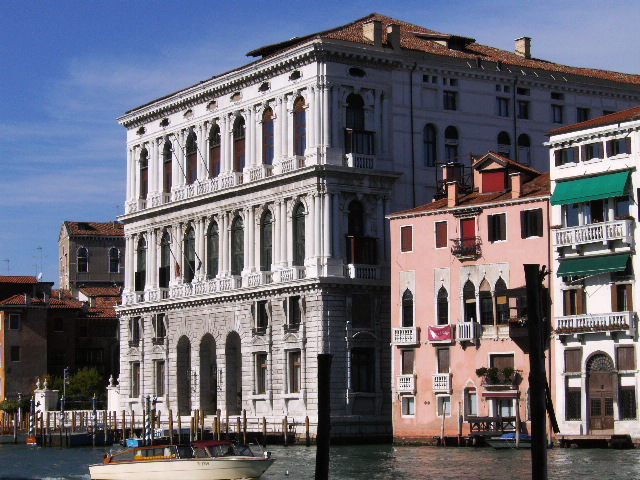
Палаццо Корнер делла Ка’Гранде. Один из восьми дворцов семьи Корнаро вдоль Большого канала в Венеции

Другие однофамильцы, возможно относящиеся к роду Корнаро:
- Альвизе Корнаро (1484—1566), писатель;[4]
- Вицендзос Корнарос (1553—1614), критский писатель;
- Елена Корнаро Пископия (1646—1684), венецианский математик, первая женщина, получившая степень доктора философии (из Падуанского университета в 1678 году).

## Виллы и дворцы
- Палаццо Корнер делла Ка’Гранде в Венеции. Проект Якопо Сансовино;
- Вилла Корнаро в Пьомбино-Дезе (провинция Падуя), спроектирована Андреа Палладио для Джорджо Корнаро в 1552 году.
- Палаццо Корнер-Спинелли